# Athena Lemnia

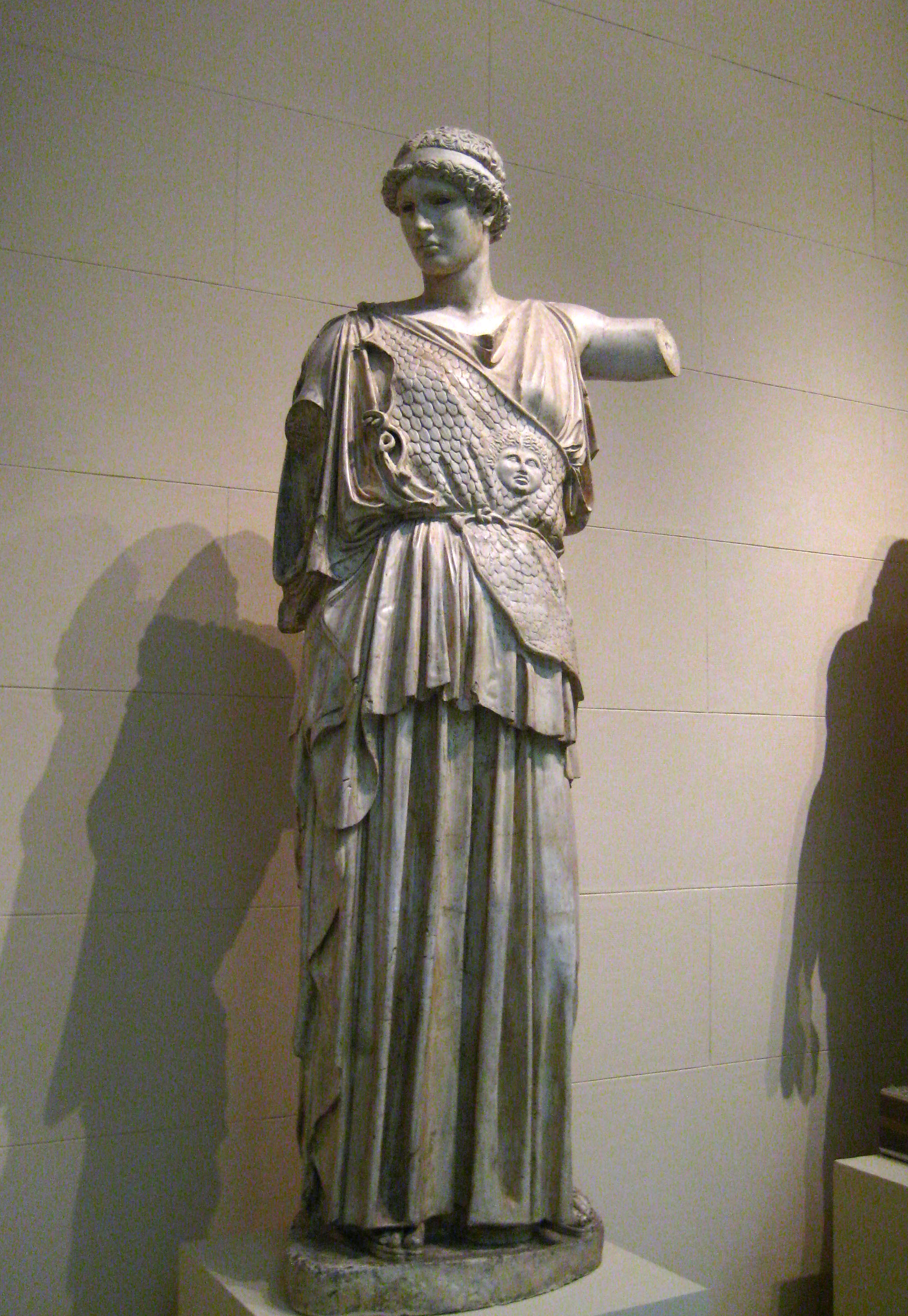
Athena Lemnia

Athena Lemnia var en antik staty föreställande gudinnan Athena. Skulpturen gjordes enligt traditionen av Fidias på beställning av Atens kolonister på Lemnos. Originalstatyn finns inte bevarad, men en omdebatterad rekonstruktion (i två exemplar) gjordes av arkeologen Adolf Furtwängler.